# フェニックス (軽巡洋艦)
フェニックス (USS Phoenix, CL-46) は、アメリカ海軍のブルックリン級軽巡洋艦5番艦。艦名はアリゾナ州フェニックスに因む。

## 概要
フェニックス (USS Phoenix, CL-46) は1938年10月に竣工した。太平洋戦争開戦時は真珠湾にいたが、真珠湾攻撃での被害はなかった。
1942年（昭和17年）初頭より東南アジア方面やインド洋に進出し、船団護衛任務に従事した。
1943年（昭和18年）になると第7艦隊に編入され、上陸部隊護衛や対地砲撃に従事する。1944年（昭和19年）6月中旬、ビアク島攻防戦にともなう渾作戦で日本軍駆逐艦5隻と夜戦を繰り広げた。
10月下旬以降のフィリピン攻防戦では、第77任務部隊としてレイテ沖海戦スリガオ海峡夜戦に参加し、西村艦隊を迎撃した。その後、幾度か神風特別攻撃隊と交戦した。
太平洋戦争終結後の1951年（昭和26年）4月にアルゼンチンに売却され、最終的に「ヘネラル・ベルグラノ」 (ARA General Belgrano, C-4) と改名された。長らくアルゼンチン海軍で運用されていたが、1982年（昭和57年）5月2日、フォークランド紛争で原子力潜水艦「コンカラー」 (HMS Conqueror, S48) の魚雷攻撃を受けて沈没した。

## 艦歴

### 第二次世界大戦以前
「フェニックス」はニュージャージー州カムデンのニューヨーク造船所で1935年4月15日に起工する。1938年（昭和13年）3月13日にドロテア・キース・ムーナン夫人の手によって進水した。同年10月3日にフィラデルフィア海軍造船所でジョン・W・ランキン大佐の指揮下で就役した。就役後、フェニックスは慣熟航海でトリニダード・トバゴのポートオブスペインまで航海。その後、サントス、ブエノスアイレス、モンテビデオおよびサンフアンを親善訪問。フィラデルフィアには1939年（昭和14年）1月に戻った。その後、「フェニックス」は太平洋方面に移動した。

### 第二次世界大戦

#### 真珠湾攻撃 - 1942年前半

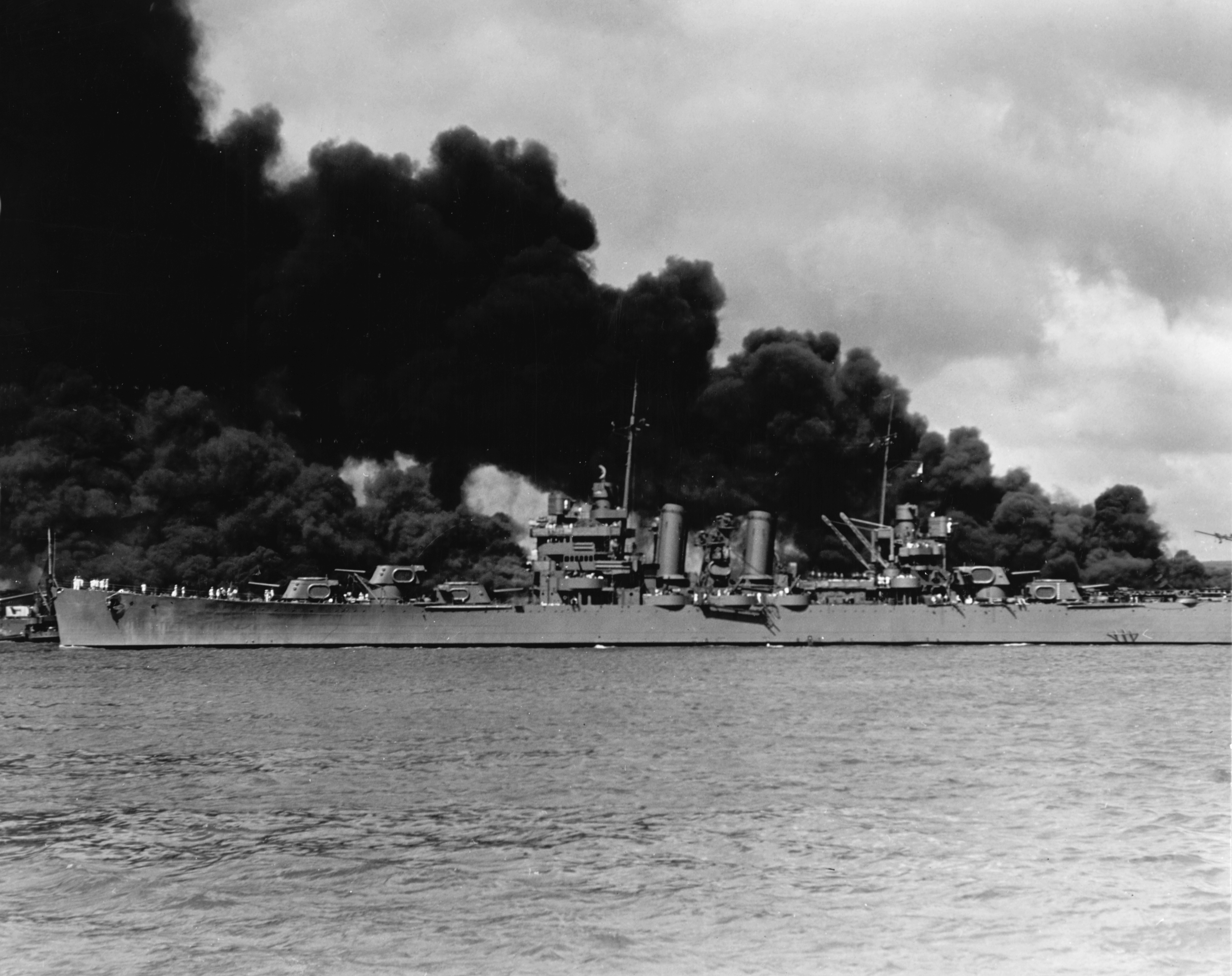
真珠湾攻撃で破壊された戦艦「アリゾナ」および「ウェストバージニア」の横を通過する「フェニックス」

1941年12月7日（日本時間12月8日）、「フェニックス」は真珠湾内フォード島の北東側に、病院船「ソレース」 (USS Solace, AH-5) の近くに停泊していた。「フェニックス」の見張りは、フォード島上空を飛ぶ不審な飛行機、日本機を発見する。間もなく日本機の攻撃が始まり、「フェニックス」は作動できる銃砲でこれに反撃した。日本側は第二航空戦隊（司令官山口多聞少将）空母「蒼龍」の九九式艦上爆撃機が「フェニックス」（目標「リ」）を攻撃し、250kg爆弾2発が命中して中破したと判定している。だが「フェニックス」は健在であった。午前9時40分、軽巡洋艦「セントルイス」(USS St. Louis, CL-49) が出港し、外洋に出ていった。午前10時10分、「フェニックス」は港外に出る為に動き出したが、命令によりいったん真珠湾に引き返す。午前11時すぎ、ふたたび出港することになり、炎上する戦艦列の傍を通過して湾外にむかった。
その日の午後、軽巡2隻（「セントルイス」、「フェニックス」）は軽巡「デトロイト」 (USS Detroit, CL-8) および数隻の駆逐艦、たまたまハワイ近海で訓練中だった重巡洋艦「ミネアポリス」 (USS Minneapolis, CA-36) と共に臨時の任務部隊を編成し、南雲機動部隊の索敵に出撃した。するとハルゼー提督の空母「エンタープライズ」偵察機（SBDドーントレス）がオアフ島南西で「敵艦隊」を発見し、ただちに攻撃隊が発進した。「フェニックス」以下の任務部隊を日本艦隊と誤認したのである。フォード島にむかった「エンタープライズ」のF4Fワイルドキャット 6機のうち、4機は味方の対空砲火で撃墜された。
真珠湾攻撃の後、「フェニックス」は本国行きの輸送船団を護衛し、別の輸送船団を護衛して真珠湾に戻ってくる任務を約1ヵ月行った。任務終了後、「フェニックス」はサンフランシスコからメルボルン行きの輸送船団を護衛する。航海の途中、船団の行き先は日本軍が進撃してくることが想定されたジャワ島方面に変更となった。
1942年（昭和19年）2月中旬、「フェニックス」はジャワ島にカーチス P-40 戦闘機を緊急輸送する水上機母艦「ラングレー」 (USS Langley, AV-3) とイギリス輸送船「シーウィッチ」 (HMS Seawitch) を含むMS-5船団の護衛を行った。船団自体はオーストラリアのフリーマントルを2月22日に出港し、セイロン島に向かっていた。「フェニックス」は2月28日にイギリス軽巡洋艦「エンタープライズ」 (HMS Enterprise, D52) と船団護衛の任務を交代して、「ラングレー」と「シーウィッチ」の護衛にあたる予定となっていた。ところが、日本軍のジャワ島上陸が時間の問題となってきたので、「ラングレー」と「シーウィッチ」は即座に船団から分離して全速力でジャワ島へ向かうよう命令され、船団を離脱した。2月27日、「ラングレー」は駆逐艦「ホイップル」 (USS Whipple，DD- 217) および「エドサル」 (USS Edsall, DD-219) と共にジャワ島にむけ航行中、チラチャップ沖合で一式陸上攻撃機（高雄海軍航空隊）の爆撃を受けて損傷し、随伴艦に雷撃処分された。「シーウィッチ」は低速ゆえ「ラングレー」から引き離されており、攻撃を免れた。攻撃を受けなかった「フェニックス」はしばらくの間、日本軍の脅威に備えてインド洋で哨戒し、ムンバイ行きの輸送船団の護衛に従事した（セイロン沖海戦）。

#### 1942年後半 - 1944年

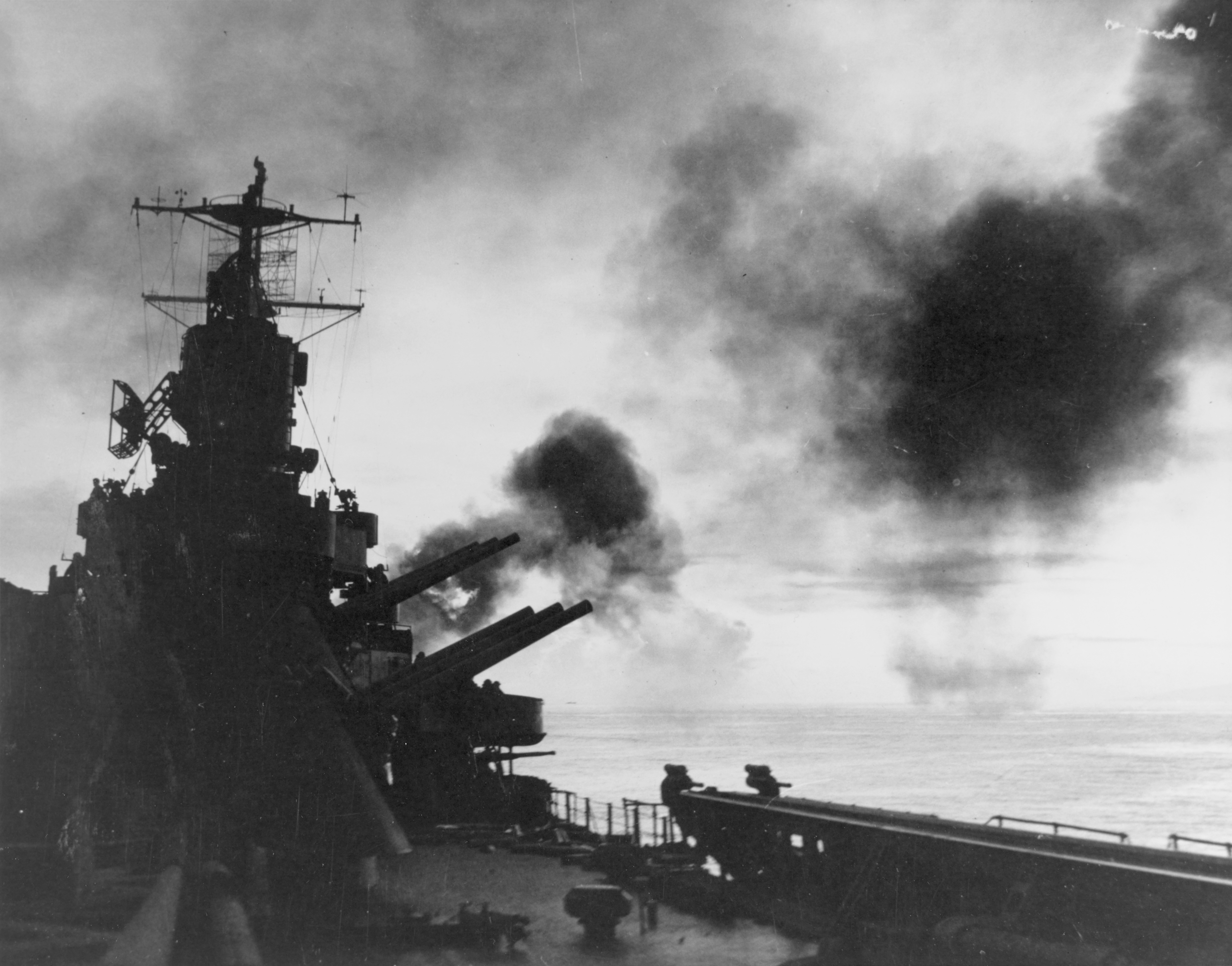
グロスター岬の戦いで艦砲射撃を行う「フェニックス」

艦長がジョゼフ・R・レッドマン大佐に代わった「フェニックス」は、1942年の後半を第44任務部隊の一艦として過ごした。「フェニックス」は駆逐艦「ヘルム」 (USS Helm, DD-388) 、「マグフォード」 (USS Mugford, DD-389) および「パターソン」 (USS Patterson, DD-392) とともにリリプット作戦 に参加し、豪州海軍の軽巡洋艦「ホバート」 (HMAS Hobart) および付属の駆逐艦と交替でニューギニア島南方海域での船団護衛を行った。作戦終了後、「フェニックス」はブリスベンを経て1943年7月にフィラデルフィア海軍造船所に到着し、オーバーホールに入った。オーバーホール後、「フェニックス」はコーデル・ハル国務長官をカサブランカまで乗せた。つづいてダグラス・マッカーサー大将の指揮下で行動する第7艦隊（トーマス・C・キンケイド中将）に配備された。連合軍は、とりあえずニューブリテン島ラバウルを攻略するか孤立させる方向で進撃した。
12月26日、「フェニックス」は姉妹艦「ナッシュビル」 (USS Nashville, CL-43) とともにニューブリテン島西端のグロスター岬にある日本軍施設を4時間にわたって攻撃した。このあと連合軍がグロスター岬上陸に上陸した（グロスター岬の戦い）。ダンピア海峡を確保した連合軍のうち、マッカーサー軍はパプアニューギニア経由でフィリピンを目指した。

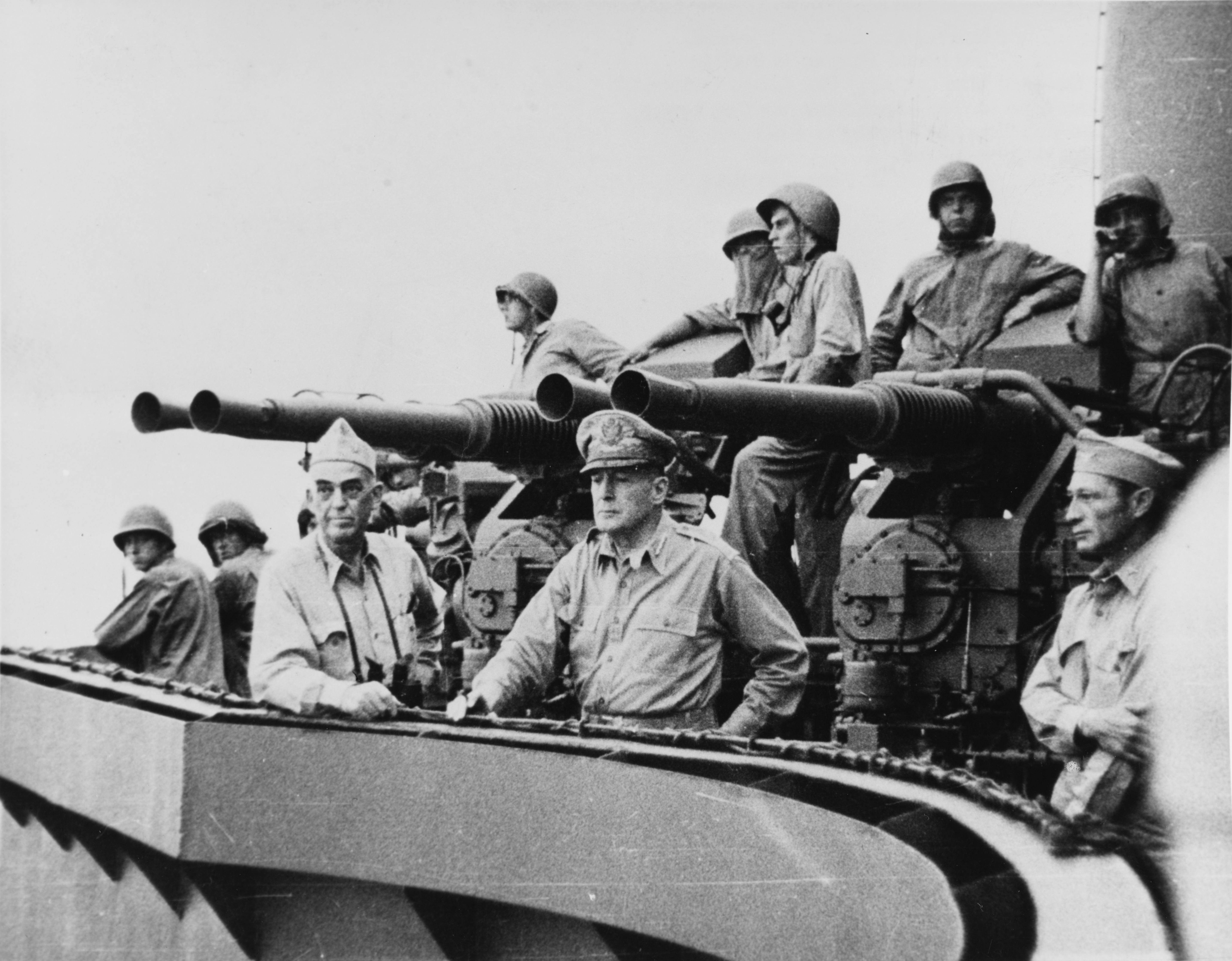
艦上のマッカーサー大将とキンケイド中将1944年2月28日

1944年1月25日から26日の夜にはパプアニューギニアのマダンとアレクシスハーフェンの日本軍に対して夜間攻撃を行った。続いて「フェニックス」は、2月29日からのアドミラルティ諸島の戦いに参加し、ロスネグロス島に上陸して威力偵察を行う第1騎兵師団を支援を行ったが、第1騎兵師団は島で抵抗に遭わなかったのでそのまま占領した。一連の戦いの最中、「フェニックス」はキンケイド提督の旗艦であった。南西太平洋方面総司令官マッカーサー大将は「作戦がきわどい性質のもので、情勢により即座に決断を下す必要」を感じたので、「フェニックス」に乗艦して戦いを観戦していた。
ラバウルを孤立させた連合軍は、パプアニューギニアの北海岸を西進した。3月4日と3月7日、「フェニックス」は「ナッシュビル」および豪州海軍の重巡洋艦「シュロップシャー」 (HMAS Shropshire) とともにアドミラルティ諸島内のハウエイ島に対して艦砲射撃を行った。この島にある日本軍の大砲は、マヌス島に対する大きな脅威になると考えられていた。3隻が攻撃を始めた時には日本軍の反撃は激しかったものの、3隻からの砲弾が次第に命中するに及んで反撃は沈黙していった。
連合軍はニューギニア島北岸での作戦を続行した。4月22日からのホーランジアの戦いで、アメリカ軍は大部隊で上陸作戦を敢行した。「フェニックス」はフンボルト湾に入って砲撃を行い、上陸部隊の進撃を容易にした。ホーランジアにいた第九艦隊は壊滅した。4月29日から30日の夜にかけてはパプア州ワクデ島とサワールのにある日本軍の飛行場と不時着場に対して艦砲射撃を行い、この方面での航空反撃の可能性を削り取った。5月17日、連合軍はワクデ地区に上陸し、2日後にワクデ守備隊は玉砕した。

#### ビアク島
引き続き、ビアク島とチェンデラワシ湾への攻勢が始まった。マッカーサー大将はこの方面に重爆撃機の基地を建設することを計画していた。日本軍もビアク島に飛行場を建設していたが、滑走路1本が使用可能になった程度だった。5月25日、「フェニックス」は「ナッシュビル」および軽巡洋艦「ボイシ」 (USS Boise, CL-47) と共にフルボント湾を出撃、27日から始まったビアク島上陸を支援した。ビアク島には日本海軍の第28根拠地隊（司令官千田貞敏少将）と、日本陸軍の歩兵第222連隊（連隊長葛目直幸少将）が配備されていた。日本軍の抵抗は熾烈で、火力支援部隊が沿岸部の日本軍陣地を砲撃した際に、2隻の駆逐艦が反撃を受けて損傷した。「フェニックス」は5インチ砲を以って陣地を破壊した。
この方面の日本海軍水上部隊を指揮していたのは、南西方面艦隊隷下の南西方面警戒部隊指揮官 (NSGB) 第十六戦隊司令官左近允尚正少将であった。南西方面艦隊や第四南遣艦隊、さらに連合艦隊の意見具申により、大本営は南方軍の海上機動第二旅団を海軍艦艇で輸送することに決定した。これが渾作戦である。本作戦に第二方面軍司令官阿南惟幾陸軍大将も大きな期待を寄せていた。
日本軍が増援部隊の派遣を検討する中、ビアク島では激戦が続いていた。日本陸海軍航空部隊は、ニューギニア島の西パプア州ソロンやバボを拠点に、ビアク島方面の連合軍に空襲を敢行した。
6月4日、「フェニックス」は他の艦艇と共にニューギニア北西岸を航行中、日本軍攻撃隊（零戦19、一式戦闘機 12、彗星 6）に攻撃された。日本側はホノルル型軽巡2隻、オマハ型軽巡2隻、駆逐艦8隻（実際は乙型巡洋艦4、駆逐艦14）を攻撃し、ホノルル型1撃沈おおむね確実、オマハ型1隻に至近弾、グラマン2撃墜、零戦1未帰還（さらに着陸時3機大破）・彗星1未帰還を報じた。「フェニックス」には2機が攻撃を行い、対空砲火を打ち上げたものの撃墜することは出来なかったが、照準を狂わせることが出来た。2機が投じた爆弾は至近弾となり、1発は1名を戦死させて4名を破片で負傷させた。別の1発は「フェニックス」の船体とスクリューに損害を与えた。ほかに姉妹艦「ナッシュビル」が至近弾で損傷した。
翌6月5日の夜にもビアク島近海で一式陸上攻撃機小数機の航空攻撃を受けたが、対空砲火を打ち上げて追い払う。陸攻隊は巡洋艦1隻轟沈と駆逐艦1隻撃沈を報告し、全機帰投した。
「フェニックス」が僚艦と共にニューギニア北西岸を航行している頃、日本海軍の艦艇多数を投入した第一次渾作戦が実施されていた。第一次渾作戦部隊は6月2日夕刻にミンダナオ島ダバオを出発し、ビアク島にむかった。
だが翌3日、B-24 2機に触接された上に「敵有力部隊ニューギニヤ北西部行動中」という理由で中止された。「扶桑」と第五戦隊はダバオに引返し、輸送部隊はラジャ・アンパット諸島のワイゲオ島を経由して6月4日夜、ソロンに入泊した。日本陸軍偵察機が「空母2隻、戦艦3隻、駆逐艦約10隻」を報じて、これを「敵有力部隊」と判断した結果だったが、実際は「フェニックス」を含む巡洋艦部隊であった。
6月8日から6月9日の夜にかけて、「フェニックス」はヴィクター・クラッチレー少将（オーストラリア海軍）率いる第74任務部隊 (Task Force 74) の一艦として、ビアク島に逆上陸を試みる日本軍の動きを警戒していた。そんな最中、第二次渾作戦でビアク島に向けて進撃中の、日本軍駆逐艦5隻が任務部隊に迫りつつあった。左近允尚正少将は重巡「青葉」や軽巡「鬼怒」をハルマヘラ島バチャン泊地に退避させ、駆逐艦6隻のみで8日早朝にソロンを出撃、ビアク島を目指していた。だが、昼間にP-38とB-25の反跳爆撃で駆逐艦「白露」が小破、駆逐艦「春雨」が沈没し、第27駆逐隊司令白浜政七大佐が戦死した。それでもビアク島揚陸の決意を変えず、進撃を続けていたのである。
第74任務部隊（重巡「オーストラリア」、軽巡「フェニックス」、軽巡「ボイシ」、駆逐艦14隻）は夜戦で日本軍輸送部隊（駆逐艦5隻）を迎え撃った。しかしアメリカ艦隊を発見した左近允少将指揮下の輸送部隊は、魚雷を発射しつつ高速で退却する。圧倒的優勢の第74任務部隊はレーダーで砲撃をおこないつつ追撃したが、逃げ切られた。西野（「時雨」駆逐艦長）は、輸送部隊の最後尾にいた「時雨」に敵艦隊が距離約5,000ｍまで迫っていたと回想している。「時雨」は後部砲塔で反撃し、敵巡洋艦に命中弾5斉射を認めたが、敵弾2発が命中して戦死7名、重軽傷15名を出している。
「時雨」などを取り逃がした「フェニックス」と僚艦は、ゼーアドラー湾に帰投した。日本海軍は大和型戦艦の投入を決断し、第三次渾作戦を開始した。ハルマヘラ島バチャン泊地に重量艦（「大和」、「武蔵」、「妙高」、「羽黒」、「青葉」）を含む渾作戦部隊が集結した。だがサイパン島の情勢が急変し、6月13日をもって第三次渾作戦は中止された。さらにマリアナ沖海戦が連合軍の勝利で終わると、マッカーサー部隊に対する日本軍の圧力は消滅した。
一息ついた「フェニックス」達は整備をおこなった後、7月2日にヌムフォア島を艦砲射撃し、上陸を支援した。砲撃の後、「フェニックス」のいる海域には日本兵の死体や飛行機の残骸が漂流していた。続く9月15日からのモロタイ島の戦いでは、「フェニックス」は「ボイシ」、「ナッシュビル」、「シュロップシャー」および重巡洋艦「オーストラリア」 (HMAS Australia, D84) と共に、モロタイ島上陸部隊の援護のためハルマヘラ島を砲撃した。

#### フィリピン
10月17日のレイテ湾スルアン島上陸、つづいて20日のレイテ島上陸から、アメリカ軍のフィリピン奪還戦が始まった。「フェニックス」は、第77任務部隊（指揮官、第七艦隊司令長官キンケイド中将）に所属し、巡洋艦4隻（「フェニックス」、「ボイシ」、「シュロップシャー」、「オーストラリア」）と駆逐艦部隊で第77任務部隊第3群を編成しており、ラッセル・S・バーキー少将の旗艦であった。第77任務部隊にはこのほかに、ジェシー・B・オルデンドルフ少将の戦艦部隊（第77任務部隊第3群）、トーマス・L・スプレイグ少将の護衛空母部隊（第77任務部隊第4群）がいた。マッカーサー大将は「ナッシュビル」を旗艦としていた。「フェニックス」は戦いの初日、上陸前の砲撃を大いに行って日本軍の防御拠点を破壊し、上陸した第19連隊の進撃を容易にした。第77.3任務部隊では作戦中に「オーストラリア」が空襲で損傷し、前線を離脱した。
10月24日昼間、ハルゼー提督が指揮する任務部隊のうち、空母「エンタープライズ」と空母「フランクリン」（USS Franklin, CV-13）の攻撃隊はスールー海を東進中の第一遊撃部隊第三部隊（通称西村艦隊もしくは西村部隊）を攻撃し、戦艦「扶桑」と駆逐艦「時雨」に若干の損害を与えた。キンケイド提督は、西村艦隊と後続の第二遊撃部隊（通称「志摩艦隊」）がスリガオ海峡に向かいつつあると判断した。第38任務部隊の空母群は第一遊撃部隊（通称「栗田艦隊」）に集中攻撃を加えており、第77任務部隊は独力で西村艦隊と志摩艦隊の進撃を阻止せねばならなかった。
10月24日深夜から25日夜明けにかけて、第77任務部隊はレイテ沖海戦の戦いの一つであるスリガオ海峡夜戦を戦った。第77任務部隊の戦艦部隊と巡洋艦部隊はスリガオ海峡の警戒に従事し、丁字戦法で西村艦隊を迎撃する。連合軍駆逐艦部隊の雷撃で4隻が沈むか戦闘不能になったので、スリガオ海峡を北上してきたのは戦艦「山城」（第二戦隊司令官西村祥治中将旗艦）、重巡「最上」、駆逐艦「時雨」にすぎなかった。第77任務部隊は丁字戦法で日本艦隊の残存部隊に集中砲火を浴びせた。「フェニックス」は6インチ砲を発射し、そのうちの4発が命中したと判断された。相手は「山城」だと推定された。この砲雷戦で「山城」が沈没し、西村提督が戦死する。連合軍も駆逐艦「アルバート・W・グラント」 (USS Albert W. Grant, DD-649) が味方巡洋艦の15cm砲弾多数を被弾して大破（同士討ち）、「最上」と「時雨」は損傷しつつも反転して退却した。
第77任務部隊の巡洋艦や駆逐艦は、艦首を失っていた駆逐艦「朝雲」を袋叩きにして沈めた。
「時雨」に逃げられた「フェニックス」は、引き続きレイテ湾の哨戒を行った。11月1日朝、10機の雷撃機が侵入して「フェニックス」とその周辺の艦船を攻撃した。9時45分、「フェニックス」は対空砲火を打ち上げたが、その5分後に駆逐艦「クラクストン」 (USS Claxton, DD-571) は神風の突入を受けた。「フェニックス」の5インチ砲は別の神風に向けられたが、駆逐艦「アムメン」 (USS Ammen, DD-527) への突入を許してしまった。9時57分には、雷撃機が「フェニックス」に向けて魚雷を落下させんとしたが、「フェニックス」はこれを回避で雷撃機を撃墜した。しかし、雷撃機に気を取られている間に、駆逐艦「キレン」 (USS Killen, DD-593) に神風が突入して損害を与えた。2時間半後、午前中以上の神風の大群が押し寄せ、13時40分に駆逐艦「アブナー・リード」 (USS Abner Read, DD-526) に1機が突入して「アブナー・リード」は炎上し沈没。他の神風は別の駆逐艦に向かっていったが、「フェニックス」の対空砲火はこれを撃墜した。

ミンドロ島の戦いでの、対空要員たち（1944年12月15日）

「フェニックス」は12月5日と10日にも神風攻撃を受けたが、5日の攻撃は2機を撃墜して事なきを得、10日の攻撃は40ミリ機関砲で撃墜し、「フェニックス」から100メートル離れた海中に墜落していった。12月13日、ミンドロ島の戦いのため上陸部隊を護衛してミンダナオ海を航行中だった「ナッシュビル」は神風攻撃で大損害を受けた。2日後の12月15日、「フェニックス」はミンドロ島上陸部隊への火力支援の傍ら、5インチ砲で日本機を追い払っていた（ミンドロ島の戦い、礼号作戦）。ミンドロ島の確保と飛行場建設は、南シナ海の日本船の航路を脅かし、ルソン島の戦いを支援する下地を与えた。
1945年（昭和20年）初頭、ルソン島リンガエン湾に向かう上陸部隊の護衛を行っていた「フェニックス」は、シキホル島近海で潜航中の潜水艦（特殊潜航艇）の司令塔を発見した。マッカーサー元帥は姉妹艦「ボイシ」に乗艦していた。マッカーサーによれば、雷撃を回避したあと護衛の駆逐艦が爆雷を投下し、浮上してきた日本軍の豆潜水艦数隻を駆逐艦が体当たりして沈めたという。「フェニックス」は魚雷2本を回避し、逆に潜水艦に体当たりしてこれを始末したと主張している。日本側の記録によれば、特殊潜航艇甲標的を運用していたのはセブ島の第三十三特別根拠地隊（司令官原田覚少将）であった。
2月13日から28日にかけては、マッカーサー元帥の「故地」コレヒドール島とバターン半島の奪還を支援する。ルソン島を確保した連合軍のうち、マッカーサー軍はフィリピンからインドネシア方面の掃討作戦をおこなう。一息入れた後、6月29日から7月7日まではボルネオの戦いの一つであるバリクパパンの戦いに先駆けて機雷除去作戦を支援した。この方面の日本軍の抵抗は大きく、機雷と防御砲火により11隻の掃海艇を撃沈または損傷させた。「フェニックス」は火力支援で防御砲火を沈黙させ、部隊を上陸させた。
「フェニックス」はオーバーホールのため真珠湾に向かっている途中に終戦を迎えた。9月6日にパナマ運河を通過し、大西洋艦隊に配属された。

### 退役とアルゼンチンへの売却
1946年（昭和21年）2月28日、「フェニックス」はフィラデルフィアで退役し、保管艦状態となった。1951年4月、姉妹艦「ボイシ」 (USS Boise, CL-47) と共に、アルゼンチンに売却される。当初、「フェニックス」はフアン・ペロン大統領により「ディエシシエテ・デ・オクトゥブレ」 (ARA Diecisiete de Octubre) と命名された。つづいてペロンの失脚後に「ヘネラル・ベルグラノ」(ARA General Belgrano, C-4) と改名され、アルゼンチン海軍で運用された。フォークランド紛争（Guerra de las Malvinas）に参戦中の1982年（昭和57年）5月2日、イギリス海軍のチャーチル級原子力潜水艦 (Churchill class submarines) 「コンカラー」 (HMS Conqueror, S48) の魚雷攻撃を受け、左舷艦首と艦尾部分に魚雷が命中する。魚雷命中から間もなく左舷に傾斜し、沈没した。

## 栄典
「フェニックス」は第二次世界大戦の戦功で11個の従軍星章を受章した。また、以下の勲章を授与された。
- 戦闘交戦リボン（英語版）
- アメリカ防衛軍務勲章・・・「艦隊」略章付き
- アメリカ戦役勲章
- アジア・太平洋戦役勲章（英語版）・・・星章9個付き
- 第二次世界大戦戦勝勲章（英語版）
- フィリピン殊勲部隊章（英語版）
- フィリピン解放勲章（英語版）・・・星章2個付き